# Privas
Privas is een gemeente in het Franse departement Ardèche (regio Auvergne-Rhône-Alpes). De gemeente telde 8.552 inwoners op 1 januari 2022. De plaats is het bestuurlijk centrum van het gelijknamige arrondissement Privas. Het is de hoofdstad van het departement Ardèche. 

## Geschiedenis
In de gemeente werd een Romeinse villa opgegraven. De plaats zelf ontstond pas in de 11e en 12e eeuw rond de Sint-Thomaskerk en de versterkte burcht van de baronnen van Privas. De plaats werd een bolwerk van de hugenoten. De katholieke kerk van Privas werd vernield in 1570 en gedurende 70 jaar werd er geen katholieke eredienst gehouden in de plaats. De stad kreeg een predikant afkomstig uit Zwitserland en een protestants stadsbestuur onder leiding van baron Jacques de Chambaud en na zijn dood van zijn dochter Paule. Nadat zij en haar katholieke echtgenoot verjaagd waren, leidde Joachim de Beaumont het bestuur. In 1629 werd Privas belegerd gedurende twee weken door de troepen van Lodewijk XIII. Na de inname van de stad werd de bevolking afgeslacht en de gebouwen vernield. Maar in 1632 leefde de plaats weer op en werd er weer een markt gehouden. Ook na 1629 bleef er een belangrijke protestantse aanwezigheid in Privas. 
In 1790 werd Privas hoofdstad van het departement Ardèche.

## Geografie
De oppervlakte van Privas bedroeg op 1 januari 2022 12,14 vierkante kilometer; de bevolkingsdichtheid was toen 704,4 inwoners per km². De Ouvèze stroomt door de gemeente.
De onderstaande kaart toont de ligging van Privas met de belangrijkste infrastructuur en aangrenzende gemeenten.

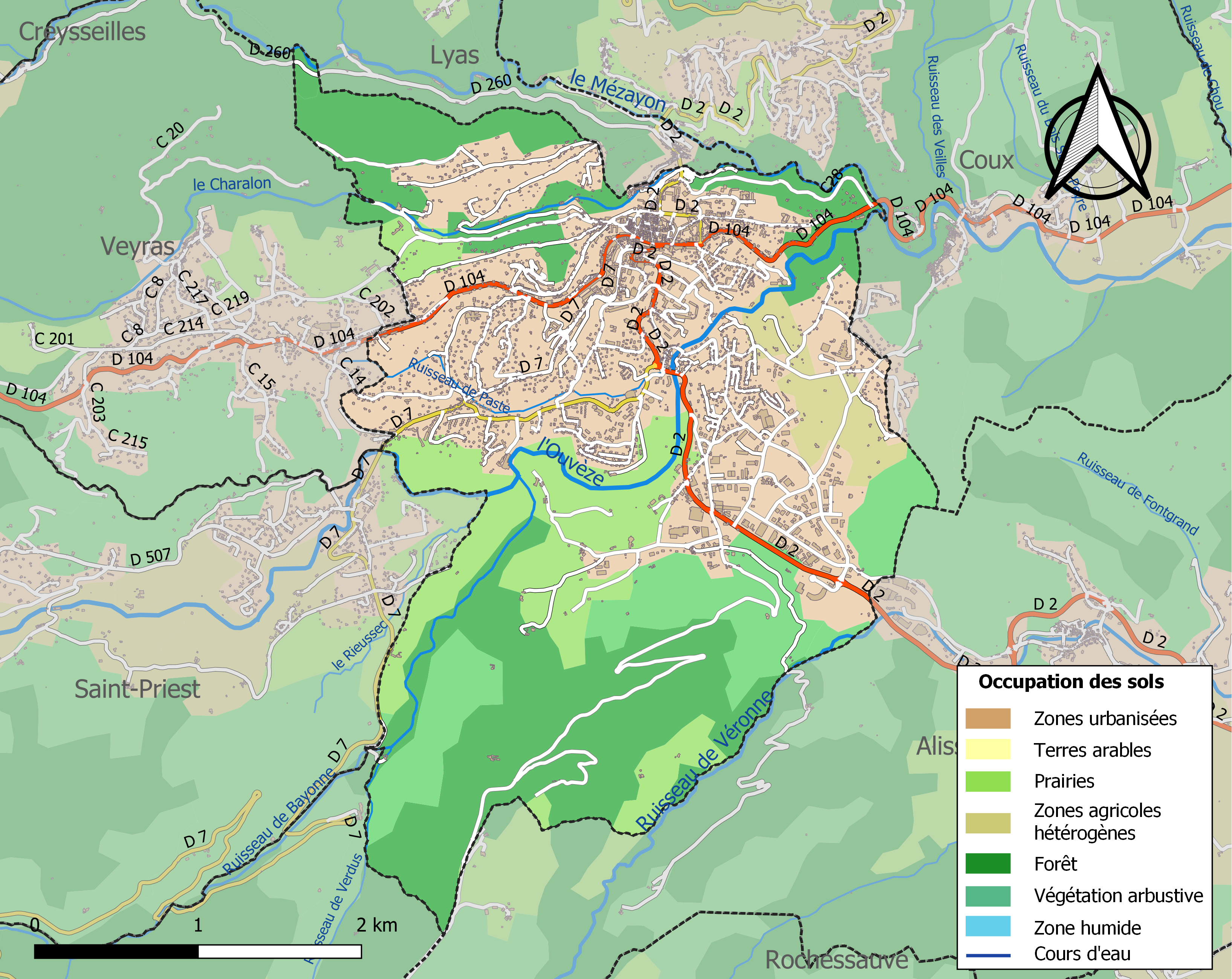

## Demografie
Onderstaande figuur toont het verloop van het inwonertal (bron: INSEE-tellingen).

Vanwege een beveiligingsprobleem met de MediaWiki Graph-software is het momenteel niet mogelijk deze grafiek weer te geven. Zodra de software is bijgewerkt zal de grafiek vanzelf weer zichtbaar worden.

## Sport
Privas was twee keer etappeplaats in de wielerkoers Ronde van Frankrijk. In 1966 startte er een etappe. En op 2 september 2020 won de Belg Wout van Aert een etappe van Gap naar Privas.

## Geboren
- Suzanne Giraud (1891-1973), schrijfster
- Cyril Théréau (1983), voetballer

## Partnersteden
- Wetherby, Verenigd Koninkrijk
- Zevenaar, Nederland